# 1917 en sport automobile
Chronologie du Sport automobile
1916 en sport automobile - 1917 en sport automobile - 1918 en sport automobile
Les faits marquants de l'année 1917 en Sport automobile

## Naissances
- 26 janvier : Edgar Barth, pilote automobile allemand. († 20 mai 1965).
- 25 avril : Jean Lucas, pilote automobile français qui a notamment participé à un GP de Formule 1. († 27 septembre 2003).
- 4 août : John Fitch, pilote automobile américain. († 31 octobre 2012).
- 30 octobre : Maurice Trintignant, pilote automobile français de Formule 1. († 13 février 2005).
- 29 décembre : David Hampshire, pilote anglais de course automobile, († 25 août 1990).

## Décès
- 20 janvier : Amédée Bollée, Il est considéré comme le premier constructeur à avoir commercialisé des automobiles. (° 11 janvier 1844)
- 21 septembre : Louis Cottereau, coureur cycliste français, crée la société Cottereau d'automobiles, bicyclettes et motocyclettes. (° 11 février 1869).